# Raimbaut de Caron
Raimbaut de Caron foi um preceptor dos comandados dos Cavaleiros Templários de Chipre

## Na Inquisição
Aparentemente, Raimbaut de Caron acompanhara o Grão-mestre da Ordem dos Templários Jacques de Molay, e foi preso com ele no Templo de Paris . Mas, com essa exceção, todos os demais cavaleiros apreendidos eram apenas dignatários locais.
De acordo com o Pergaminho de Chinon, Raimbaud de Caron foi o primeiro a ser interrogado em 17 de agosto de 1308 na presença de notários públicos e testemunhas selecionadas. Entre as acusações estavam sodomia, negar a Deus, beijos ilícitos, cuspir na cruz, e adoração a um ídolo. Após o interrogatório, os cardeais deram a absolvição:

"… Após este juramento, pela autoridade do senhor Papa especificamente dada a nós para esta finalidade, nós estendemos a este humilde solicitante Irmão Raymbaud, em uma forma aceita pela Igreja o perdão de absolvição do veredito de excomunhão que fora expedido pelos feitos antes mencionados, reintegrando-o em unidade com a Igreja e reintroduzindo-o para comunhão da fé e dos sacramentos da Igreja."